# Голицын, Борис Борисович
Князь Бори́с Бори́сович Голи́цын (18 февраля [2 марта] 1862, Санкт-Петербург — 4 [17] мая 1916, Петергоф, Петроградская губерния) — русский физик и геофизик из рода Голицыных, один из основоположников сейсмологии, геофизик, изобретатель первого электромагнитного сейсмографа (1906). Стоял у истоков термодинамики излучения. Академик ИАН (экстраординарный — 1898 и ординарный 1908), тайный советник, гофмейстер (1908).
Внук Н. Б. Голицына и Г. Г. Кушелёва.

## Биография
Родился в Санкт-Петербурге в семье кавалергарда князя Бориса Николаевича Голицына, офицера Генерального штаба, прямого потомка генерал-фельдмаршала М. М. Голицына, соратника Петра I, и графини Марии Григорьевны Кушелёвой, приёмной (а, возможно, внебрачной) дочери графини Екатерины Дмитриевны Кушелёвой. После 12 лет совместной жизни родители мальчика развелись 30 марта 1870 года. В 1871 году мать Бориса вторично вышла замуж — за маркиза Инкотри, секретаря итальянского посольства в Санкт-Петербурге и вскоре выехала с мужем в Италию, и до 1874 года он воспитывался бабушкой, графиней Екатериной Дмитриевной Кушелёвой, в особняке на Набережной реки Фонтанки, 32; летом жил в имении Лигово (Полежаевский парк). Графиня Е. Д. Кушелёва была фрейлиной двора, поэтому в детстве Б. Б. Голицын много времени проводил с сыновьями великого князя Константина Николаевича, брата Александра II: Вячеславом, Константином и Дмитрием Константиновичами. Летом 1874 года графиня Е. Д. Кушелёва умерла, и заботу о мальчике приняла на себя её сестра графиня Татьяна Дмитриевна Строганова, семья которой с тех пор стала для Бориса Борисовича родной.

### Образование
Первоначальное образование получил дома. Первым домашним учителем-гувернёром был магистр Кембриджского университета Роджерс. В 1874 году поступил в частную школу, устроенную графом Апраксиным у себя на дому по программе мужской классической гимназии. С отличием окончил Морской кадетский корпус в 1880 году, и его имя было занесено на мраморную доску. Дипломная работа Б. Б. Голицына была удостоена премии имени адмирала Нахимова. После окончания корпуса зачислен на фрегат «Герцог Эдинбургский», на котором вскоре ушёл в длительное плавание в Средиземное море. В 1882 году во Флоренции его самочувствие резко ухудшилось, врачи диагностировали туберкулёз. По состоянию здоровья ему был предоставлен двухлетний отпуск для лечения. С 1884 года учился в Николаевской морской академии.
С юности увлекался физикой, химией, астрономией и другими науками.
В 1887 году оставил службу во флоте и продолжил образование в университете Страсбурга. За время своего пребывания в Страсбурге опубликовал ещё две самостоятельные работы: «О влиянии кривизны поверхности жидкости на упругость насыщенного пара» (1888) и «О радиусе действия молекулярных сил».

### Наука и преподавание

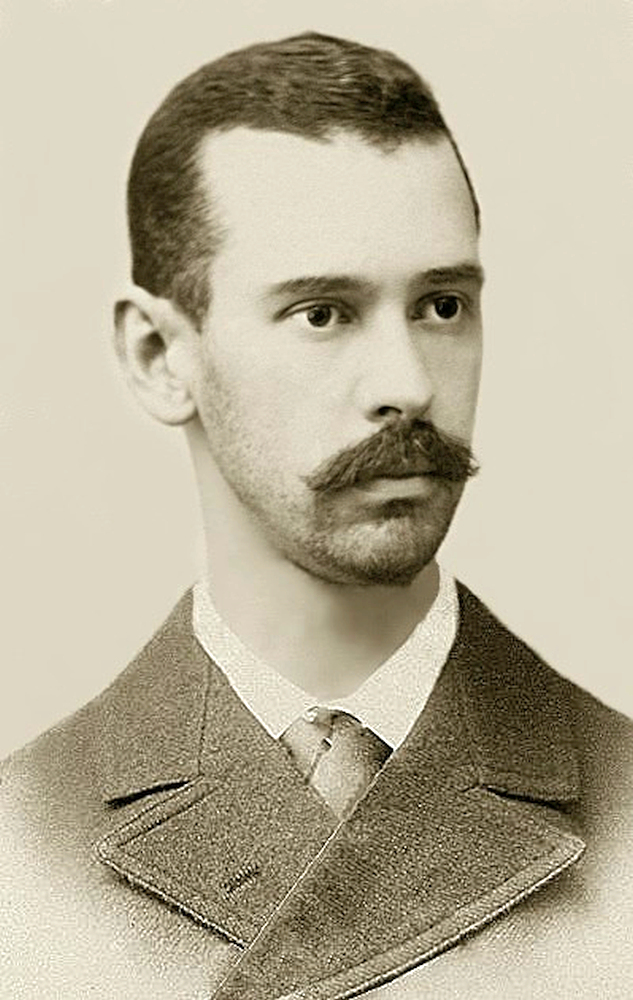
1890

В 1890 году вернулся в Россию. В 1892 году начал преподавать в Московском университете, поместил в московском «Математическом сборнике» свой труд «Исследования по математической физике. Часть I. Общие свойства диэлектриков, с точки зрения механической теории теплоты. Часть II. О лучистой энергии», который в начале 1893 года был представлен в факультет как магистерская диссертация. Эта диссертация встретила со стороны рецензентов А. Г. Столетова и А. П. Соколова весьма суровую оценку и соискатель не был допущен к защите. Голицын оставил Московский университет и начал читать лекции в Юрьевском университете в качестве профессора физики. Однако преподавал здесь только один семестр, поскольку в конце 1893 года он был избран адъюнктом Академии наук.
В начале 1894 года ему было поручено заведование физическим кабинетом Академии наук.
В 1896 году, состоя в чине статского советника, был удостоен придворного звания камергера.
В 1897 году был приглашён во вновь открывшийся в Санкт-Петербурге Женский медицинский институт, в котором создал физический кабинет, организовал практические занятия по физике и с 1897 по 1899 год заведовал кафедрой физики, а в 1909 году избран профессором Высших женских курсов, где для старшекурсниц читал лекции по термодинамике.
По решению Отделения физико-математических наук, с января 1915 года был привлечён к подготовке Государственной думой законопроекта о реорганизации метеорологических наблюдений в России. В декабре 1915 года по предложению Б. Б. Голицына было создано Главное военно-метеорологическое управление (ГВМУ), которое он и возглавил. Главной задачей управления было обслуживание армейских частей прогнозами погоды, что приобрело особое значение, когда немецкие войска начали газовую войну. Входил в первый состав Постоянной полярной комиссии, 1 декабря 1914 года был избран её председателем; в 1915—1916 годах — её председатель. В эти годы войны Б. Б. Голицын отдал все свои силы служению Родине и в непрерывном труде настолько подорвал своё здоровье, что лёгкая простуда свела его в могилу. Но до последних дней Б. Б. Голицын продолжал интересоваться и руководить делами управления, вызывая к себе на дом сотрудников.
После Верненского землетрясения 1888 года была создана Постоянная центральная сейсмическая комиссия Русского географического общества, членом которой с января 1900 года был Б. Б. Голицын, заняв одно из ведущих мест.
С 1912 году — председатель Международной сейсмической ассоциации (Международная ассоциация по сейсмологии и физике недр Земли (IASPEI)).
Работал директором Экспедиции заготовления государственных бумаг, оснастив её по последнему слову полиграфической техники и наладив там выпуск, помимо ценных бумаг, великолепно изданных для своего времени художественных альбомов (И. Репин, В. Васнецов, И. Билибин, И. Айвазовский и др.). Одними из первых были напечатаны книги с иллюстрациями И. Я. Билибина: «Марья Моревна», «Царевна-лягушка», «Пёрышко Фениста Ясна-Сокола».
В 1913 году назначен директором Николаевской Главной геофизической обсерватории (ГФО). Приступил к реформированию российской метеорологической отрасли. Совместно с учёными-метеорологами А. И. Воейковым и М. А. Рыкачёвым разработал план значительного расширения сети метеорологических наблюдений России, однако реализации его планов помешала Первая мировая война.

Инициатор создания (с 22 декабря 1915 года) и начальник Главного военно-метеорологического управления, которым руководил до своей смерти. Скончался 4 (17) мая 1916 на своей даче в Новом Петергофе от воспаления лёгких.

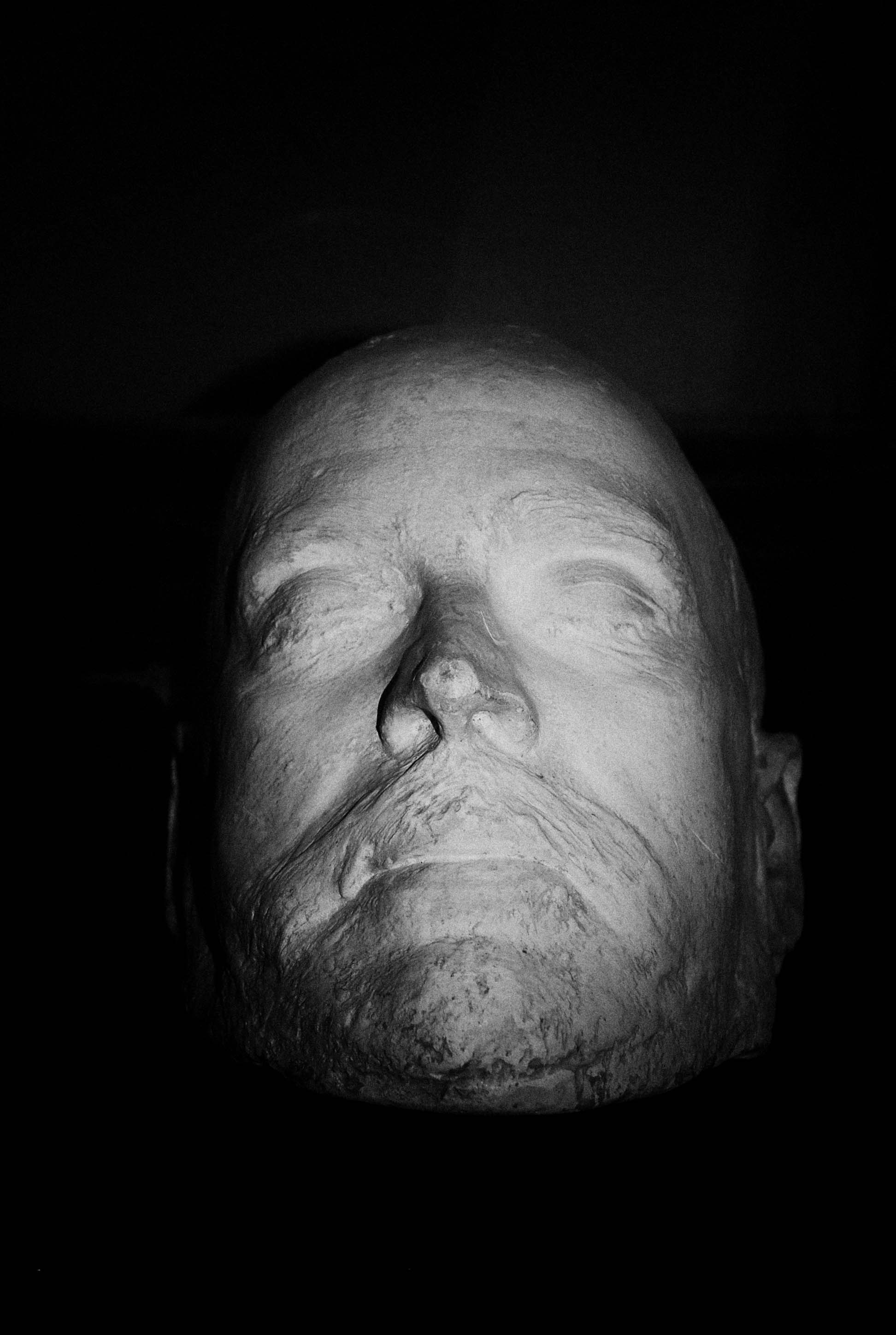
Посмертная маска князя Б. Б. Голицына, хранящаяся в здании сейсмостанции в Пулково, Санкт-Петербург

Весной 1890 года в Страсбургском университете Б. Б. Голицын защитил диссертацию по молекулярной оптике «О законе Дальтона», за которую ему была присуждена степень доктора философии с отличием — summa cum laude.

## Семья
31 мая 1891 года обвенчался с Марией Константиновной Хитрово (31.05.1866—1942), дочерью бывшего казанского вице-губернатора Константина Никаноровича Хитрово (25.03.1828—17.03.1890) и Марии Ивановны Хитрово (урождённой Ершовой, 20.05.1841—1909), с которой прожил всю жизнь.

## Достижения
В 1902 году впервые предложен гальванический метод регистрации сейсмических волн, который преобразовывал механические перемещения в электрический сигнал.
В 1902 году впервые в маятники сейсмических приборов введено электромагнитное затухание, которое позволило значительно улучшить запись сигналов сейсмических волн.
В 1906 году сконструировал электромагнитный сейсмограф, который был признан лучшим в мире; такими приборами стали оснащаться сейсмические станции Европы, в частности, Страсбурга.
В 1911 году была открыта Макеевская сейсмическая станция 1-го разряда, входившая в состав первой в России Центральной горноспасательной станции. Такая сейсмостанция представляла собой здание с двойными стенами, сооружённое в заглублённом котловане. Здание имело два отдельных помещения: одно для сейсмографов (пулковского типа), второе для гальванометров с регистрирующим аппаратом. Для непрерывной регистрации сейсмического сигнала использовались специальные маятники и подвижная платформа.
Курировал создание первой в России сейсмической службы. Благодаря активной деятельности Б. Б. Голицына в Постоянной сейсмической комиссии были организованы сейсмические станции «Тифлис» (1899), «Ташкент» (1901), «Иркутск» (1901), «Баку» (1903), «Верный» (1905), «Екатеринбург» (1906) «Пулково» (1910). К 1906 году в России действовало 18 сейсмических станций, и ими было зарегистрировано более трёх тысяч землетрясений.
Впервые предложил использовать пьезоэлектрические преобразователи для измерения механического давления и регистрации сейсмических волн в грунте. По записям Пулковской сейсмической станции Б. Б. Голицын в 1915 году вычислил энергию Сарезского землетрясения, а также экспериментально определил углы выхода сейсмической радиации.
Голицын развил теорию соответствия между эпицентральным расстоянием, направлением выхода продольных волн и характером изменения скорости их распространения внутри Земли. Голицын первым установил две границы изменения свойств в недрах Земли: одну — на глубине 106 км, которую связывал с подошвой изостатического слоя (ныне она связывается с астеносферой), и границу раздела на глубине 492 км (теперь её глубина оценивается в 410 км, и она интерпретируется как граница фазового перехода оливина в фазу шпинели).

## Адреса
С 1906 по 1910 год проживал в доходном доме О. Н. Рукавишниковой (Адмиралтейская набережная, 10)

## Память
- Ординарный академик Императорской Санкт-Петербургской Академии наук (1908).
- Почётный доктор Манчестерского университета (1910).
- Президент Международной сейсмологической ассоциации (1911).
- Почётный член Швейцарского общества физики и естественных наук (1912).
- Почётный член Франкфуртского физического общества и член-корреспондент Гёттингенской академии наук (1913).
- В 1915 году Московский университет присудил Голицыну Б. Б. степень почётного доктора географии.
- Иностранный член Лондонского королевского общества (1916).
- С 1994 года РАН присуждает Премию имени Б. Б. Голицына за достижения в области геофизики.
- В 1970 году Международный астрономический союз присвоил имя Голицына кратеру на обратной стороне Луны.
- В честь учёного в 1959 году названы подлёдные горы Голицына в Антарктиде на Земле Королевы Мэри (координаты: 69°00′ ю. ш. 95°00′ в. д.HGЯO), обнаруженные САЭ в 1957—1958 годах[26].
- В честь Б. Б. Голицына названо научно-исследовательское судно «Академик Голицын».
- Б. Б. Голицын — герой миниатюры Валентина Пикуля «Мичман флота в отставке»[27].
- Слой Голицына — в честь учёного назван слой Земли в Мантии на глубине 400—600 км, характеризующийся интенсивным ростом сейсмических волн.

## Сочинения
- Голицын Б. Б. Избранные труды. Том 1. Физика / Отв. ред. А. С. Предводителев. — М.: Изд-во АН СССР, 1960. — 242 с.
- Голицын Б. Б. Избранные труды. Том 2. Сейсмология / Отв. ред. В. Ф. Бончковский. — М.: Изд-во АН СССР, 1960. — 491 с.